# Saurauia umbellata
Saurauia umbellata är en tvåhjärtbladig växtart som beskrevs av Sijfert Hendrik Koorders och Valet. Saurauia umbellata ingår i släktet Saurauia och familjen Actinidiaceae. Inga underarter finns listade i Catalogue of Life.